# خورخي بيريز كونشا
خورخي بيريز كونشا هو كاتب سير ومؤرخ ودبلوماسي وكاتب إكوادوري، ولد في 5 يونيو 1908 في غواياكيل في الإكوادور، وتوفي بنفس المكان في 1 أبريل 1995.